# 刘煦
刘煦（?—?），福建闽侯人，是一名民国时期的政治人物。刘煦曾于1914年9月1日接替宁云汉出任福建省莆田县县知事一职，1914年11月6日由刘荫榛接任。